# Västra och Östra Malen
Västra och Östra Malen är två skär i Eckerö på Åland. Skären ligger i Eckerös norra skärgårds yttersta havsband 9 kilometer nordväst om Finbo. En bergsspricka på den resliga Västra Malen har använts som vattentäkt för fiskare på Ålands hav.
Namnet Malen betecknar ett stenigt område.